# Canal Emilio Mitre
Canal Emilio Mitre är en farled i Argentina.   Den ligger i provinsen Buenos Aires, i den centrala delen av landet.